# Bowman Lake Road
La Bowman Lake Road est une route du comté de Flathead, dans le Montana, dans le nord-ouest des États-Unis. Protégée au sein du parc national de Glacier, cette route permettant d'atteindre le lac Bowman est inscrite au Registre national des lieux historiques depuis le 19 janvier 1996.